# Челюскинец (Луганская область)
Челю́скинец (укр. Челюскінець) / Титаренково (укр. Титаренкове) — посёлок, относится к Лутугинскому району Луганской области Украины. Де факто — с 2014 года населённый пункт контролируется самопровозглашённой Луганской Народной Республикой.

## Географическое положение
Соседние населённые пункты: город Лутугино на юге, посёлок Георгиевка на востоке, село Роскошное и город Луганск на северо-востоке, посёлки Юбилейное на севере, Белое, Сборное, сёла Гаевое, Весёлая Тарасовка на северо-западе, посёлки Комсомолец, Белореченский, Ленина на западе, Врубовский и Успенка на юго-западе.

## История
В январе 1989 года численность населения составляла 1534 человека.
По состоянию на 1 января 2019 года численность населения составляла 1103 человека.

## Местный совет
92010, Луганская обл., Лутугинский р-н, с. Челюскинец, ул. Степная, 9